# Jan Muszyński (farmaceuta)
Jan Kazimierz Muszyński (ur. 3 lipca 1884 w Wólce Nosowskiej, zm. 28 kwietnia 1957 w Łodzi) – polski botanik i farmaceuta.

## Życiorys
Jan Muszyński urodził się 3 lipca 1884 roku w Wólce Nosowskiej. W 1903 ukończył gimnazjum w Warszawie. W roku 1904 był więziony w Cytadeli Warszawskiej za działalność niepodległościową. Po złożeniu w 1907 roku egzaminów na stopień pomocnika aptekarskiego, rozpoczął studia farmaceutyczne w Dorpacie, a dwa lata później uzyskał dyplom prowizora farmacji i objął stanowisko inspektora ogrodu botanicznego przy dorpackim uniwersytecie. W 1915 uzyskał stopień magistra farmacji, który był równoważny stopniowi doktora w innych krajach. W latach 1915–1920 zarządzał plantacją i stacją aklimatyzacyjną w Suchumi na Kaukazie, gdzie prowadził badania nad produkcją kamfory i olejku eukaliptusowego.
Po powrocie do Polski organizował w 1921 Oddział Farmacji na Wydziale Lekarskim Uniwersytetu im. Stefana Batorego w Wilnie, a dwa lata później został profesorem nadzwyczajnym i dyrektorem Oddziału Farmaceutycznego. W 1937 został mianowany profesorem zwyczajnym. Brał udział w przygotowaniu reformy studiów farmaceutycznych oraz był współautorem Farmakopei Polskiej z 1937 roku. W czasie okupacji prowadził w Warszawie tajne nauczanie, a w powstaniu warszawskim służył w jednostkach sanitarnych.
Po II wojnie światowej przybył w roku 1945 do Łodzi, gdzie zorganizował Wydział Farmaceutyczny w tworzonym wówczas Uniwersytecie Łódzkim i został jego pierwszym dziekanem. Jednocześnie zorganizował Katedrę Farmakognozji i Uprawy Roślin Leczniczych oraz ogród botaniczny.
W latach 1953–1957 brał udział w pracach Komitetu Nauk Medycznych Polskiej Akademii Nauk. Był współzałożycielem i pierwszym prezesem Polskiego Towarzystwa Farmaceutycznego (1947–1952) oraz łódzkiego oddziału tej instytucji i jego przewodniczącym (1953). 
Zmarł w dniu 28 kwietnia 1957 w Łodzi i został pochowany na cmentarzu na Radogoszczu.

## Upamiętnienie
Jego imieniem nazwano łódzką ulicę prowadzącą do gmachu Wydziału Farmaceutycznego, w którym w 1970 odsłonięto jego pomnik. Jest także patronem łódzkiego Muzeum Farmacji.

## Publikacje
Muszyński jest autorem licznych publikacji naukowych i popularnonaukowych, kilku podręczników i skryptów akademickich:
- Podręcznik do mikroskopowego rozpoznawania surowców lekarskich (1927)
- Ziołolecznictwo i leki roślinne (1946)[1]
- Atlas roślin leczniczych (1947)[1]

## Odznaczenia i wyróżnienia
- Krzyż Komandorski Orderu Odrodzenia Polski (1954, za zasługi w pracy naukowej i dydaktycznej w dziedzinie medycyny)[7].